# Loose Ends Project
Loose Ends Project (с англ. — «проект „Свободные концы“») — некоммерческая организация 501(c)(3), основанная в 2022 году, чтобы заканчивать рукодельные проекты, авторы которых умерли или не могут ими заниматься из-за болезни.

## Общие сведения

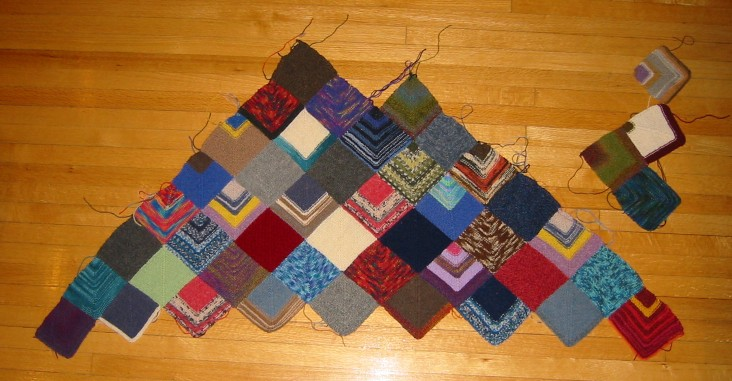
Неоконченное одеяло со множеством свободных концов (пряжи)

Мэйси Каплан и Джен Симоник основали Loose Ends Project в сентябре 2022 года, чтобы поддержать горюющих людей. Они обе вяжут на спицах, и обеих друзья в прошлом просили закончить вязание, начатое умершими родственниками. Идея проекта пришла к ним на встрече выпускников в Университете Карнеги — Меллона: им подарили сумку с рукоделием, принадлежавшим умершей матери дарителя, где было два неоконченных одеяла, связанных крючком. Каплан также сообщала, что источником вдохновения для проекта был её журнал вязания, в котором она описывает фасоны и материалы для изделий, над которыми работает.
Вначале Каплан и Симоник рекламировали Loose Ends Project с помощью листовок в местных кафе. Сеть магазинов рукоделия Jo-Ann Stores делала им пожертвования, а в феврале 2022−2024 годов организовывала марафон пожертвований, в рамках которых Loose Ends Project получал сдачу, которую покупатели согласились округлить в их пользу. Деньги от этого проека позволили основательницам заняться Loose Ends Project на полный день, а также нанять ассистента на полставки. В 2023 году Loose Ends Project получил награду рукодельного журнала Interweave Top 20.

## Процесс
Loose Ends Project ищет добровольцев для завершения рукодельных проектов. По состоянию на 2025 год там было зарегистрировано более 28 000 волонтёров из 65 стран, умеющих вязать, вышивать, ткать ковры, плести фриволите шить стёганые полотна и так далее. Добровольцы указывают своё местоположение, контактные данные и интересы; они работают бесплатно, оплачиваются только почтовые сборы, которые нужны лишь в том случае, если местного волонтёра найти не удалось. Каплан и Симоник хранят данные о добровольцах и запросах в электронной таблице. По их данным количество волонтёров значительно превышает число запросов: по состоянию на 2024 год с помощью Loose Ends Project завершили более 2500 проектов, то есть, на один проект приходится 12 зарегистрированных добровольцев.
Держатели проектов присылают в Loose Ends Project фотографии незавершённых изделий и информацию о них, а также короткую биографию оригинального автора. Они обычно посылают изделие вместе с материалами и схемами, если они у них есть, а волонтёр заканчивает работу и отправляет её обратно. Добровольцы часто отмечают место, с которого начали работать над изделием, чтобы позволить получателям точно знать, какая часть проекта сделана их близким человеком. Если к проекту не прилагается схемы, волонтёрам приходится принимать дизайнерские решения самостоятельно, а также даже переделывать уже готовые части, если предполагаемый получатель изделия уже вырос из него. Иногда добровольцы идут ещё дальше: им может потребоваться получить новые навыки, например, научиться окрашивать пряжу, или заказать доставку для массивного ткацкого станка, на котором работала автор проекта. Каплан и Симоник стараются находить волонтёров, которые живут рядом с держателями проектов, надеясь на то, что это приведёт к к возникновению дружбы и сплотит рукодельное сообщество.

### Комментарии
1. ↑  Masey Kaplan, Jen Simonic